# Liste des clochers-murs du Pas-de-Calais
Cet article recense les édifices religieux du Pas-de-Calais, en France, munis d'un clocher-mur.

## Liste

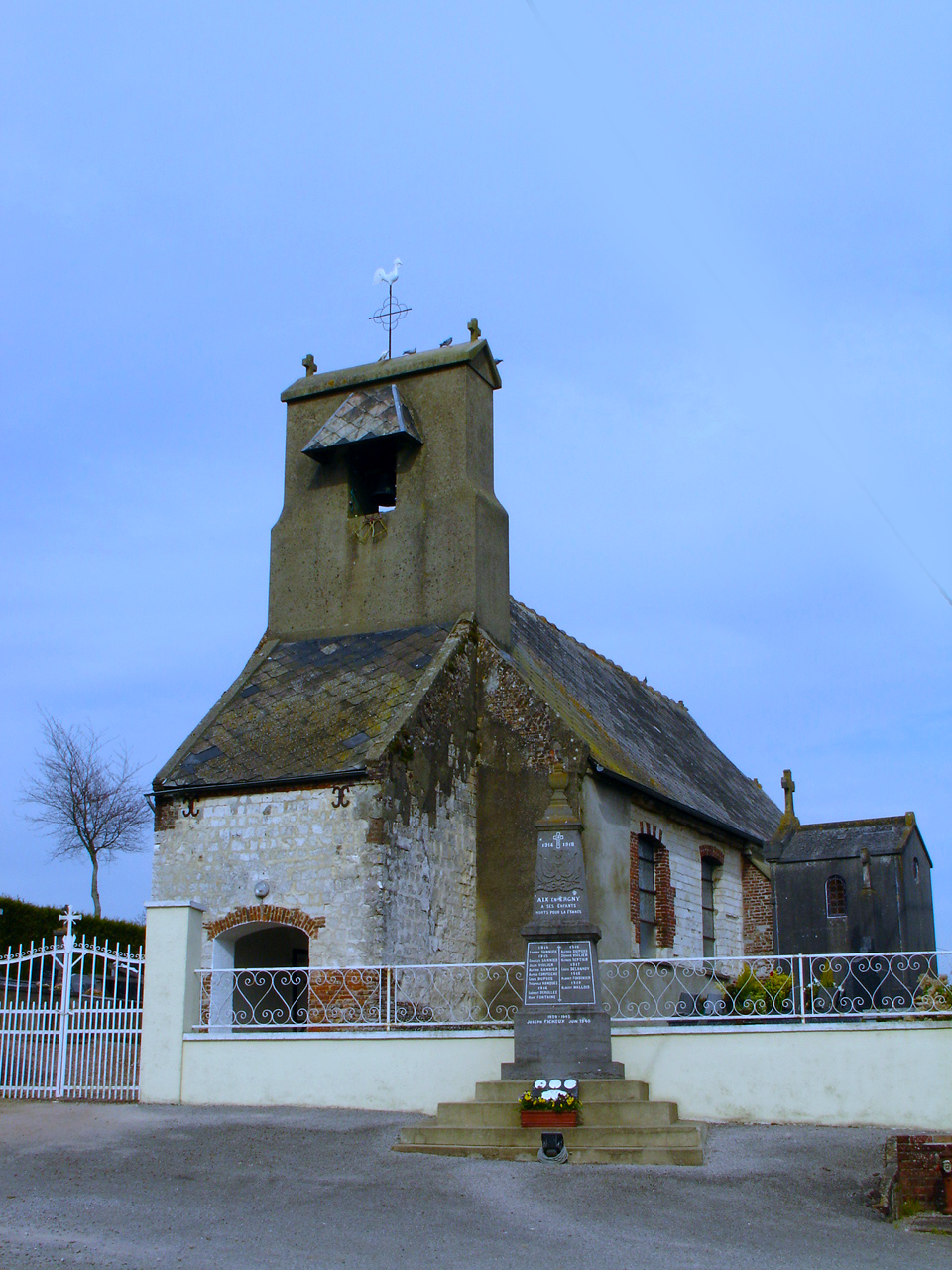
Aix-en-Ergny.
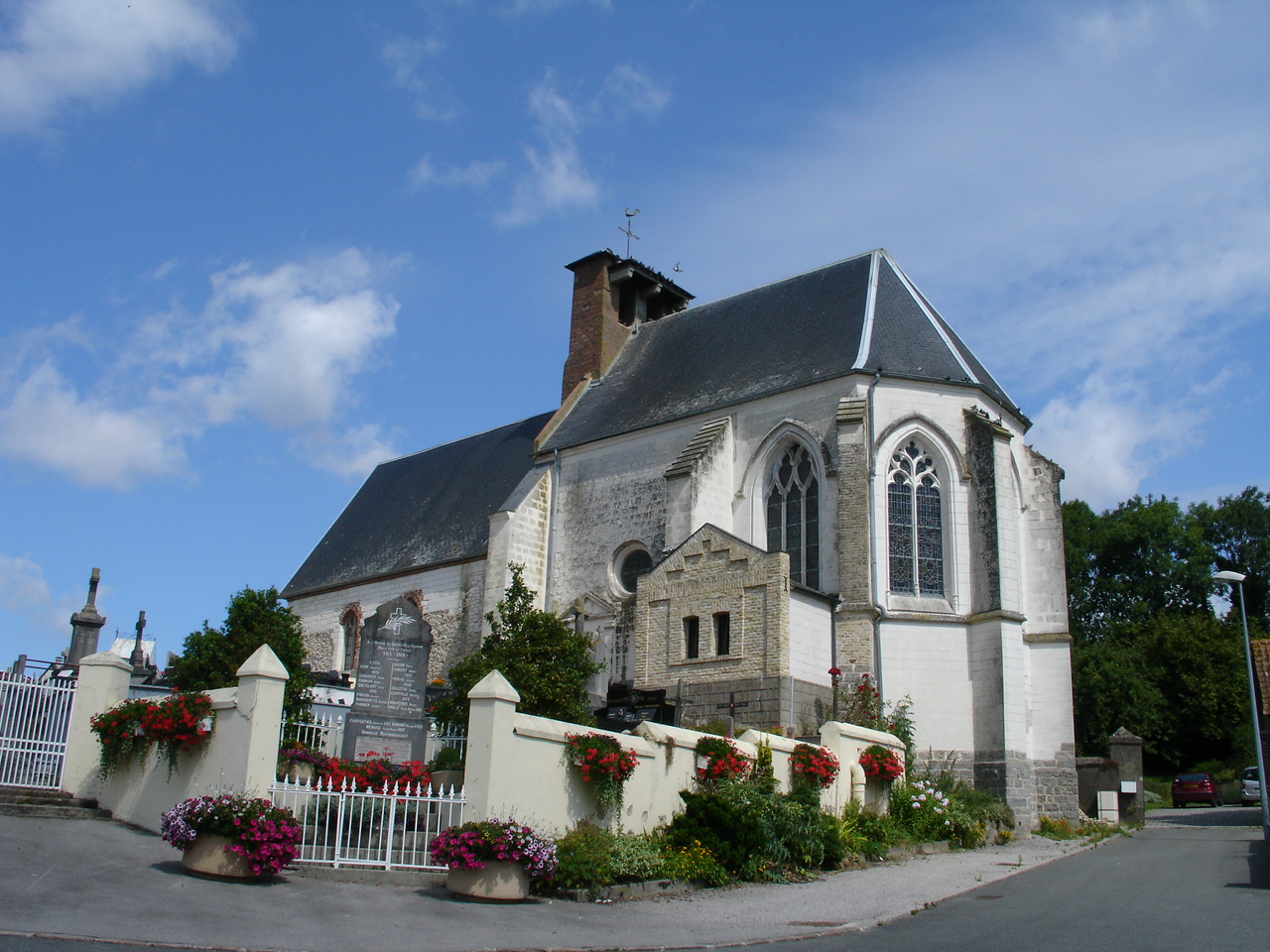
Attin, église Saint-Martin.
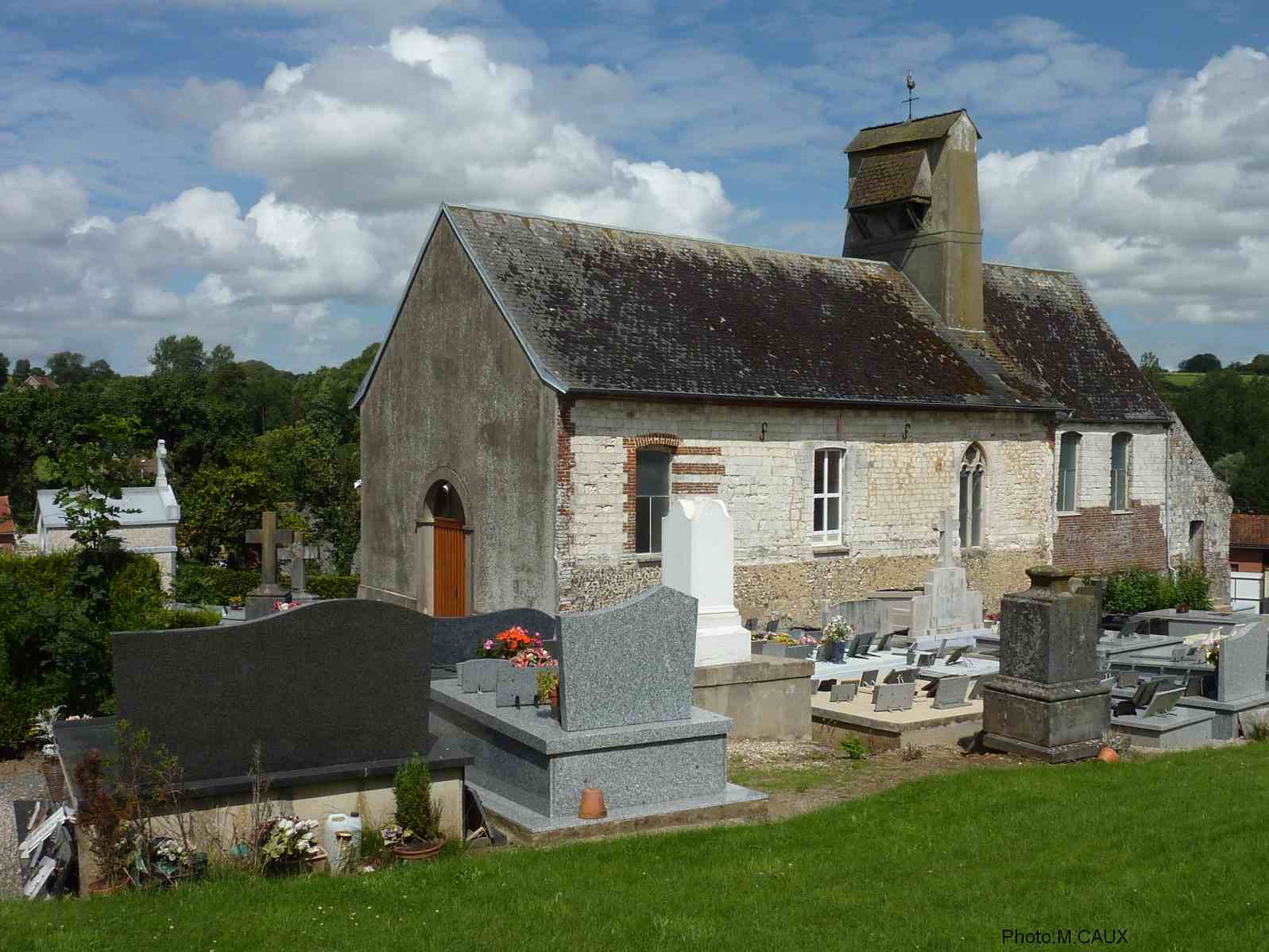
Rumilly

- Aix-en-Ergny, église Saint-Léger.
- Attin, église Saint-Martin. Le clocher-mur est entre le chœur et la nef.
- Rumilly, église Notre-Dame-de-l'Assomption.